# Max Inzinger
Max Inzinger (* 10.02.1945 in Ering; † 2021 in Johannesburg, Südafrika) war ein deutscher Fernsehkoch.

## Leben
Max Inzinger kochte in den 1970er Jahren regelmäßig in der ZDF-Sendung Die Drehscheibe und wurde besonders durch seinen in nahezu jeder Sendung wiederholten Satz „Ich habe da schon mal was vorbereitet“ bekannt. Im oberbayrischen Ruhpolding betrieb er ein Restaurant, das seinen Namen trug.
Verheiratet war er mit der Gastronomentochter Heidrun Schwarz. Ende der 1970er-Jahre übernahm er den Vorsitz des Eishockeyvereins EV Rosenheim. 1986 veröffentlichte er sein Kochbuch „Leicht, lecker, schlank mit Max Inzinger“.
Mit einer Beratungsfirma hatte Inzinger kein Glück und erlitt finanzielle Rückschläge. Auch fand er keine Anstellung mehr als Koch. Er wurde verhaftet und saß einige Zeit in Deutschland und in Südafrika in Untersuchungshaft. 1994 wurde er wegen Konkursverschleppung zu zwei Jahren Haft auf Bewährung und 1998 wegen versuchten Betrugs zu 1.000 D-Mark Strafe verurteilt. 2004 wurde ihm vorgeworfen, ein Darlehen von umgerechnet rund 350.000 Euro mit einem jährlichen Zinssatz von 20 Prozent mit zwei Geschäftspartnern für ein Hotelprojekt auf Mallorca erschwindelt zu haben. Im Mai 2010 wurde bekannt, dass Inzinger wegen mehrfachen Betrugs mit internationalem Haftbefehl gesucht wurde und 2004 nach Südafrika geflüchtet sei, wo er seitdem lebte. Die deutsche Staatsanwaltschaft erklärte: „Die südafrikanischen Behörden haben auf ein Auslieferung-Ersuchen nicht reagiert“.
Inzinger starb an den Folgen eines Herzinfarkts.